# 2. Tennis-Bundesliga (Damen) 2005
Die 2. Tennis-Bundesliga der Damen wurde 2005 zum siebten Mal ausgetragen. Sie wurde in die 2. Bundesliga-Nord und -Süd aufgeteilt. Die 2. Bundesliga-Süd wurde nochmals in die Gruppen 1 und 2 aufgeteilt. So konnten insgesamt 15 Mannschaften in der 2. Tennis-Bundesliga der Damen teilnehmen (7 Mannschaften in 2. BL Nord und jeweils vier Mannschaften in 2. BL Süd Gruppe 1 und Gruppe 2). Anschließend spielten die beiden Erstplatzierten aus der 2. Bundesliga-Süd Gruppe 1 und -Süd Gruppe 2 um den Aufstieg. Die beiden Letztplatzierten spielten gegen den Abstieg.

## 2. Tennis-Bundesliga Damen Nord

### Abschlusstabelle
|     | Mannschaft                       | Begegnungen | Punkte | Matches | Sätze | Spiele  |
| --- | -------------------------------- | ----------- | ------ | ------- | ----- | ------- |
| 01. | LTTC Rot-Weiß Berlin             | 6           | 5:1    | 37:17   | 76:42 | 585:463 |
| 02. | Rochusclub Düsseldorf            | 6           | 5:1    | 28:26   | 65:60 | 596:584 |
| 03. | TC Blau-Weiß Halle               | 6           | 4:2    | 29:25   | 63:56 | 543:538 |
| 04. | TC Blau-Weiß Dresden-Blasewitz   | 6           | 3:3    | 32:22   | 67:51 | 550:473 |
| 05. | TC WattExtra Bocholt             | 6           | 3:3    | 29:25   | 69:57 | 597:530 |
| 06. | TG Alsterquelle Henstedt-Ulzburg | 6           | 1:5    | 19:35   | 50:79 | 528:651 |
| 07. | Ratinger TC Grün-Weiss           | 6           | 0:6    | 15:39   | 37:82 | 420:580 |

### Spieltage und Mannschaften
| Spieltage                                            |
| ---------------------------------------------------- |
| 1. Spieltag: So., 1. Mai 2005, 11:00 Uhr             |
| 2. Spieltag: Do., 5. Mai 2005, 11:00 Uhr             |
| 3. Spieltag: So., 8. Mai 2005, 10:00 Uhr / 11:00 Uhr |
| 4. Spieltag: Mo., 16. Mai 2005, 11:00 Uhr            |
| 5. Spieltag: So., 22. Mai 2005, 11:00 Uhr            |
| 6. Spieltag: So., 5. Juni 2005, 11:00 Uhr            |
| 7. Spieltag: So., 12. Juni 2005, 11:00 Uhr           |

| Mannschaften                     |
| -------------------------------- |
| LTTC Rot-Weiß Berlin             |
| Ratinger TC Grün-Weiss           |
| Rochusclub Düsseldorf            |
| TC Blau-Weiß Dresden-Blasewitz   |
| TC Blau-Weiß Halle               |
| TC WattExtra Bocholt             |
| TG Alsterquelle Henstedt-Ulzburg |

### Mannschaftskader
| Pos. | Name                   |
| ---- | ---------------------- |
| 1    | Lindsay Lee-Waters     |
| 2    | Alena Vašková-Nesticka |
| 3    | Zuzana Kučová          |
| 4    | Angelika Roesch        |
| 5    | Syna Schreiber         |
| 6    | Sabine Lisicki         |
| 7    | Christiane Hofmann     |
| 8    | Angela Kerek           |
| 9    | Melanie Rehmann        |
| 10   | Madlen Grohmann        |
| 11   | Jenny Trettin          |
| 12   | Franziska Letsch       |
| 13   | Saskia Saberschinsky   |
| 14   | Zuzana Zálabská        |
| 15   | Julia Feigel           |
| 16   | Tatiana Krišková       |

| Pos. | Name                   |
| ---- | ---------------------- |
| 1    | Hanneke Ketelaars      |
| 2    | Antoaneta Pandscherowa |
| 3    | Michaela Rütten        |
| 4    | Melanie Oosterhof      |
| 5    | Alice Tesan            |
| 6    | Linda Blumberg         |
| 7    | Sandra Spadzinski      |
| 8    | Sabine Schneider       |
| 9    | Marilena Funck         |
| 10   | Verena Franke          |
| 11   | Svenja Hünningshaus    |
| 12   | Birgit Weniger         |
| 13   | Frederieke Luck        |
| 14   |                        |
| 15   |                        |
| 16   |                        |

| Pos. | Name                       |
| ---- | -------------------------- |
| 1    | Tatjana Jurjewna Panowa    |
| 2    | Katalin Marosi             |
| 3    | Madita Suer                |
| 4    | Nicole Melch               |
| 5    | Marina Tavares             |
| 6    | Andrea van den Hurk        |
| 7    | Camilla Kremer             |
| 8    | Dorit Waligura             |
| 9    | Ruth Braukmann             |
| 10   | Ernestina Alexandrovicz    |
| 11   | Beatriz Vall Cava de Llano |
| 12   | Caroline Stevens           |
| 13   | Alexandra Brill            |
| 14   |                            |
| 15   |                            |
| 16   |                            |

| Pos. | Name                  |
| ---- | --------------------- |
| 1    | Alberta Brianti       |
| 2    | Stefanie Haidner      |
| 3    | Jana Hlaváčková       |
| 4    | Andrea Hlaváčková     |
| 5    | Lydia Steinbach       |
| 6    | Kristin Schüler       |
| 7    | Maike Koutstaal       |
| 8    | Zdeňka Krumichová     |
| 9    | Klaudia Malenovska    |
| 10   | Eva Melicharová       |
| 11   | Anne Priska Schäfer   |
| 12   | Stephanie Borkenhagen |
| 13   | Tamara Mamedowa       |
| 14   | Sophia Opitz          |
| 15   | Tina Hofmann          |
| 16   |                       |

| Pos. | Name                |
| ---- | ------------------- |
| 1    | Lucie Šafářová      |
| 2    | Maret Ani           |
| 3    | Dessislawa Topalowa |
| 4    | Claudia Kardys      |
| 5    | Celine Beermann     |
| 6    | Cornelia Lassonczyk |
| 7    | Christine Sperling  |
| 8    | Inga Albers         |
| 9    | Nadja Kusterer      |
| 10   | Stephanie Liebich   |
| 11   | Kathrin Riehemann   |
| 12   | Kathrin Riehemann   |
| 13   | Katharina Fedler    |
| 14   |                     |
| 15   |                     |
| 16   |                     |

| Pos. | Name                    |
| ---- | ----------------------- |
| 1    | Silvija Talaja          |
| 2    | Danica Krstajić         |
| 3    | Imke Küsgen             |
| 4    | Ilke Gers               |
| 5    | Amanda Hopmans          |
| 6    | Anouk Sterk             |
| 7    | Laurence Courtois       |
| 8    | Dorien Wamelink         |
| 9    | Sanne van den Biggelaar |
| 10   | Bettina Gabbe           |
| 11   | Nicola Geuer            |
| 12   | Birthe Völzke           |
| 13   | Manuela Heumer          |
| 14   | Barbara Hamann          |
| 15   |                         |
| 16   |                         |

| Pos. | Name                  |
| ---- | --------------------- |
| 1    | Angelique Kerber      |
| 2    | Kathie O’Brian        |
| 3    | Melanie South         |
| 4    | Dijana Stojic         |
| 5    | Julia Paetow          |
| 6    | Tanja Stegkämper      |
| 7    | Natalie Fehse         |
| 8    | Mona Bartel           |
| 9    | Milena Schult-Gärtner |
| 10   | Simone Tuttas         |
| 11   | Tina Trautmann        |
| 12   | Maike Zeppernick      |
| 13   | Nicole Plikat         |
| 14   | Gitte Ostermann       |
| 15   | Agnese Gustmene       |
| 16   | Jennifer Woyke        |

### Ergebnisse
Spielfreie Begegnungen werden nicht gelistet.
| Datum/Uhrzeit    | Heimmannschaft                   | Gastmannschaft                   | Matches | Sätze | Spiele  |
| ---------------- | -------------------------------- | -------------------------------- | ------- | ----- | ------- |
| So. 01.05. 11:00 | TC Blau-Weiß Halle               | TC WattExtra Bocholt             | 5:4     | 10:10 | 83:101  |
| So. 01.05. 11:00 | TC Blau-Weiß Dresden-Blasewitz   | TG Alsterquelle Henstedt-Ulzburg | 7:2     | 14:6  | 104:69  |
| So. 01.05. 11:00 | Rochusclub Düsseldorf            | Ratinger TC Grün-Weiss           | 5:4     | 13:8  | 99:90   |
| Do. 05.05. 11:00 | Ratinger TC Grün-Weiss           | TC Blau-Weiß Halle               | 3:6     | 6:12  | 71:88   |
| Do. 05.05. 11:00 | TG Alsterquelle Henstedt-Ulzburg | Rochusclub Düsseldorf            | 4:5     | 11:11 | 112:106 |
| Do. 05.05. 11:00 | TC WattExtra Bocholt             | LTTC Rot-Weiß Berlin             | 4:5     | 11:10 | 105:91  |
| So. 08.05. 10:00 | LTTC Rot-Weiß Berlin             | Ratinger TC Grün-Weiss           | 7:2     | 14:5  | 93:57   |
| So. 08.05. 11:00 | Rochusclub Düsseldorf            | TC Blau-Weiß Dresden-Blasewitz   | 6:3     | 12:7  | 97:81   |
| So. 08.05. 11:00 | TC Blau-Weiß Halle               | TG Alsterquelle Henstedt-Ulzburg | 6:3     | 13:7  | 102:75  |
| Mo. 16.05. 11:00 | TC Blau-Weiß Halle               | Rochusclub Düsseldorf            | 8:1     | 16:5  | 117:81  |
| Mo. 16.05. 11:00 | TC Blau-Weiß Dresden-Blasewitz   | LTTC Rot-Weiß Berlin             | 3:6     | 6:12  | 72:91   |
| Mo. 16.05. 11:00 | TC WattExtra Bocholt             | TG Alsterquelle Henstedt-Ulzburg | 5:4     | 13:11 | 117:113 |
| So. 22.05. 11:00 | Ratinger TC Grün-Weiss           | TC WattExtra Bocholt             | 1:8     | 3:16  | 53:102  |
| So. 22.05. 11:00 | TG Alsterquelle Henstedt-Ulzburg | LTTC Rot-Weiß Berlin             | 1:8     | 5:17  | 72:124  |
| So. 22.05. 11:00 | TC Blau-Weiß Dresden-Blasewitz   | TC Blau-Weiß Halle               | 7:2     | 14:7  | 112:89  |
| So. 05.06. 11:00 | LTTC Rot-Weiß Berlin             | Rochusclub Düsseldorf            | 4:5     | 9:10  | 88:93   |
| So. 05.06. 11:00 | TG Alsterquelle Henstedt-Ulzburg | Ratinger TC Grün-Weiss           | 5:4     | 10:11 | 87:98   |
| So. 05.06. 11:00 | TC WattExtra Bocholt             | TC Blau-Weiß Dresden-Blasewitz   | 5:4     | 10:9  | 76:70   |
| So. 12.06. 11:00 | LTTC Rot-Weiß Berlin             | TC Blau-Weiß Halle               | 7:2     | 14:5  | 98:64   |
| So. 12.06. 11:00 | Ratinger TC Grün-Weiss           | TC Blau-Weiß Dresden-Blasewitz   | 1:8     | 4:17  | 51:111  |
| So. 12.06. 11:00 | Rochusclub Düsseldorf            | TC WattExtra Bocholt             | 6:3     | 14:9  | 120:96  |

## 2. Tennis-Bundesliga Damen Süd

### Spieltage und Mannschaften
| Spieltage                                              |
| ------------------------------------------------------ |
| 1. Spieltag: So., 8. Mai 2005, 11:00 Uhr               |
| 2. Spieltag: Sa., 14. Mai 2005, 12:00 Uhr              |
| 3. Spieltag: Mo., 16. Mai 2005, 11:00 Uhr              |
| 4. Spieltag: So., 22. Mai 2005, 11:00 Uhr              |
| 5. Spieltag: So., 5. Juni 2005, 11:00 Uhr              |
| 7. Spieltag: So., 12. Juni 2005, 11:00 Uhr             |
| Spiel um den Aufstieg: So., 19. Juni 2005, 11:00 Uhr   |
| Spiel gegen den Abstieg: So., 19. Juni 2005, 11:00 Uhr |

| Mannschaften der Gruppe 1 |
| ------------------------- |
| TC Rüppurr Karlsruhe 1929 |
| TC Schwarz-Weiß Bous      |
| TK Grün-Weiss Mannheim    |
| VfL Sindelfingen 1862     |

| Mannschaften der Gruppe 2 |
| ------------------------- |
| MTTC Iphitos München      |
| TC Großhesselohe          |
| TC Weiß-Blau Würzburg     |
| TTC Bad Wörishofen        |

### Spiel um den Aufstieg
| \| Liga: 2. Bundesliga Süd \| Spieltag: Spiel um den Aufstieg[11] \| Datum: 19. Juni 2005 / 11:00 \| |                                 |                              |        |                        |            |
| | Nr. ML                          | TC Rüppurr Karlsruhe 1929    | Nr. ML | MTTC Iphitos München   | 6 : 0      |
| Einzel 1                                                                                             | 01                              | 0 Nathalie Vierin            | 01     | 0 Stanislava Hrozenská | 06:0, 6:3  |
| Einzel 2                                                                                             | 03                              | 0 Hanna Nooni                | 02     | 0 Claudia Kuleszka     | 07:63, 6:2 |
| Einzel 3                                                                                             | 04                              | 0 Stefanie Gehrlein          | 03     | 0 Susi Bensch          | 06:2, 6:1  |
| Einzel 4                                                                                             | 06                              | 0 Laura Siegemund            | 05     | 0 Vroni Hinterseer     | 06:2, 6:0  |
| Einzel 5                                                                                             | 07                              | 0 Janette Bejlkova           | 06     | 0 Angela Werschel      | 06:4, 6:1  |
| Einzel 6                                                                                             | 08                              | 0 Barbara Lado               | 08     | 0 Magdalena von Geyr   | 06:2, 6:2  |
| Doppel 1                                                                                             | 0                               | 0k. A. 0k. A.                | 0      | 0k. A. 0k. A.          | 0          |
| Doppel 2                                                                                             | 0                               | 0k. A. 0k. A.                | 0      | 0k. A. 0k. A.          | 0          |
| Doppel 3                                                                                             | 0                               | 0k. A. 0k. A.                | 0      | 0k. A. 0k. A.          | 0          |
| Liga: 2. Bundesliga Süd                                                                              | Spieltag: Spiel um den Aufstieg | Datum: 19. Juni 2005 / 11:00 |        |                        |            |

Nachdem der TC Rüppurr Karlsruhe alle sechs Einzelspiele für sich entscheiden konnte, wurden, da der Aufstieg schon entschieden war, die restlichen drei Doppel-Begegnungen ausgelassen.

### Spiel gegen den Abstieg
| \| Liga: 2. Bundesliga Süd \| Spieltag: Spiel gegen den Abstieg[12] \| Datum: 19. Mai 2005 / 11:00 \| |                                   |                             |        |                    |                |
| | Nr. ML                            | VfL Sindelfingen 1862       | Nr. ML | TC Großhesselohe   | 6 : 0          |
| Einzel 1                                                                                              | 01                                | 0 Mervana Jugić-Salkić      | 01     | 0 Melanie Hafner   | 06:2, 6:3      |
| Einzel 2                                                                                              | 03                                | 0 Zuzana Hejdová            | 02     | 0 Rita Dora Vukov  | 06:4, 6:2      |
| Einzel 3                                                                                              | 05                                | 0 Christina Fitz            | 03     | 0 Andrea Hermansen | 06:0, 6:0      |
| Einzel 4                                                                                              | 06                                | 0 Franziska Etzel           | 05     | 0 Maja Zivek       | 07:6, 6:0      |
| Einzel 5                                                                                              | 07                                | 0 Miriam Steinhilber        | 06     | 0 Jenny Zachrisson | 03:6, 6:4, 6:3 |
| Einzel 6                                                                                              | 09                                | 0 Eva Belbl                 | 07     | 0 Jasmin Halbauer  | 03:6, 6:2, 6:3 |
| Doppel 1                                                                                              | 0                                 | 0k. A. 0k. A.               | 0      | 0k. A. 0k. A.      | 0              |
| Doppel 2                                                                                              | 0                                 | 0k. A. 0k. A.               | 0      | 0k. A. 0k. A.      | 0              |
| Doppel 3                                                                                              | 0                                 | 0k. A. 0k. A.               | 0      | 0k. A. 0k. A.      | 0              |
| Liga: 2. Bundesliga Süd                                                                               | Spieltag: Spiel gegen den Abstieg | Datum: 19. Mai 2005 / 11:00 |        |                    |                |

Nachdem der TC Großhesselohe alle sechs Einzelspiele verlor, wurden, da der Abstieg schon entschieden war, die restlichen drei Doppel-Begegnungen ausgelassen.

### 2. Bundesliga Süd Gruppe 1

#### Abschlusstabelle
|     | Mannschaft                | Begegnungen | Punkte | Matches | Sätze | Spiele  |
| --- | ------------------------- | ----------- | ------ | ------- | ----- | ------- |
| 01. | TC Rüppurr Karlsruhe 1929 | 6           | 5:1    | 40:14   | 83:41 | 651:500 |
| 02. | TC Schwarz-Weiß Bous      | 6           | 4:2    | 31:23   | 70:56 | 615:544 |
| 03. | VfL Sindelfingen 1862     | 6           | 2:4    | 24:30   | 60:66 | 569:591 |
| 04. | TK Grün-Weiss Mannheim    | 6           | 1:5    | 13:41   | 37:87 | 458:658 |

#### Mannschaftskader
| Pos. | Name               |
| ---- | ------------------ |
| 1    | Nathalie Vierin    |
| 2    | Elise Tamaela      |
| 3    | Hanna Nooni        |
| 4    | Stefanie Gehrlein  |
| 5    | Anne-Laure Heitz   |
| 6    | Laura Siegemund    |
| 7    | Janette Bejlkova   |
| 8    | Barbara Lado       |
| 9    | Stefanie Vögele    |
| 10   | Antonia-Xenia Tout |
| 11   | Nicole Ludwig      |
| 12   | Maxi Ehmer         |
| 13   | Christina Göhl     |
| 14   | Maren Eckert       |
| 15   | Carolin Wiedl      |
| 16   |                    |

| Pos. | Name                   |
| ---- | ---------------------- |
| 1    | Frederica Piedade      |
| 2    | Ana Vrljić             |
| 3    | Mandy Minella          |
| 4    | Kristina Barrois       |
| 5    | Tanja Hirschauer       |
| 6    | Martina Lautenschlager |
| 7    | Caroline Schneider     |
| 8    | Evelyne Widiger        |
| 9    | Patrizia Meyr          |
| 10   | Judith König           |
| 11   | Harisa Delic           |
| 12   | Maite Molling          |
| 13   | Kristina Hiery         |
| 14   | Nina Reiswich          |
| 15   | Jennifer Dürrschnabel  |
| 16   | Sandra Spaniol         |

| Pos. | Name               |
| ---- | ------------------ |
| 1    | Marija Golowisnina |
| 2    | Tatjana Priachin   |
| 3    | Vanessa Pinto      |
| 4    | Maren Kaßens       |
| 5    | Silke Frankl       |
| 6    | Sonja Kindermann   |
| 7    | Margaux Melsheimer |
| 8    | Sabrina Wist       |
| 9    | Jasmin Hambsch     |
| 10   | Larissa Wührl      |
| 11   | Verena Beller      |
| 12   | Tatjana Dolic      |
| 13   | Katrin Klein       |
| 14   |                    |
| 15   |                    |
| 16   |                    |

| Pos. | Name                 |
| ---- | -------------------- |
| 1    | Mervana Jugić-Salkić |
| 2    | Darija Jurak         |
| 3    | Zuzana Hejdová       |
| 4    | Jennifer Schmidt     |
| 5    | Christina Fitz       |
| 6    | Franziska Etzel      |
| 7    | Miriam Steinhilber   |
| 8    | Geraldine Dondit     |
| 9    | Eva Belbl            |
| 10   | Nicole Steinhilber   |
| 11   | Julia Hesse          |
| 12   | Helene Oosthuizen    |
| 13   | Jasna Brnjakovic     |
| 14   | Stella Olm           |
| 15   |                      |
| 16   |                      |

#### Ergebnisse
| Datum/Uhrzeit    | Heimmannschaft            | Gastmannschaft            | Matches | Sätze | Spiele  |
| ---------------- | ------------------------- | ------------------------- | ------- | ----- | ------- |
| So. 08.05. 11:00 | TC Schwarz-Weiß Bous      | TC Rüppurr Karlsruhe 1929 | 2:7     | 7:14  | 103:116 |
| So. 08.05. 11:00 | TK Grün-Weiss Mannheim    | VfL Sindelfingen 1862     | 5:4     | 11:10 | 98:96   |
| Sa. 14.05. 12:00 | VfL Sindelfingen 1862     | TC Schwarz-Weiß Bous      | 5:4     | 12:10 | 103:102 |
| Sa. 14.05. 12:00 | TK Grün-Weiss Mannheim    | TC Rüppurr Karlsruhe 1929 | 1:8     | 5:16  | 69:121  |
| Mo. 16.05. 11:00 | TC Schwarz-Weiß Bous      | TK Grün-Weiss Mannheim    | 6:3     | 13:8  | 100:76  |
| Mo. 16.05. 11:00 | TC Rüppurr Karlsruhe 1929 | VfL Sindelfingen 1862     | 7:2     | 14:7  | 108:91  |

| Datum/Uhrzeit    | Heimmannschaft            | Gastmannschaft            | Matches | Sätze | Spiele |
| ---------------- | ------------------------- | ------------------------- | ------- | ----- | ------ |
| So. 22.05. 11:00 | TC Rüppurr Karlsruhe 1929 | TC Schwarz-Weiß Bous      | 4:5     | 10:10 | 91:88  |
| So. 22.05. 11:00 | VfL Sindelfingen 1862     | TK Grün-Weiss Mannheim    | 8:1     | 16:4  | 113:74 |
| So. 05.06. 11:00 | TC Schwarz-Weiß Bous      | VfL Sindelfingen 1862     | 7:2     | 15:6  | 106:74 |
| So. 05.06. 11:00 | TC Rüppurr Karlsruhe 1929 | TK Grün-Weiss Mannheim    | 8:1     | 17:3  | 112:57 |
| So. 12.06. 11:00 | TK Grün-Weiss Mannheim    | TC Schwarz-Weiß Bous      | 2:7     | 6:15  | 84:116 |
| So. 12.06. 11:00 | VfL Sindelfingen 1862     | TC Rüppurr Karlsruhe 1929 | 3:6     | 9:12  | 92:103 |

### 2. Bundesliga Süd Gruppe 2

#### Abschlusstabelle
|     | Mannschaft            | Begegnungen | Punkte | Matches | Sätze | Spiele  |
| --- | --------------------- | ----------- | ------ | ------- | ----- | ------- |
| 01. | MTTC Iphitos München  | 6           | 6:0    | 43:11   | 89:26 | 622:269 |
| 02. | TC Weiß-Blau Würzburg | 6           | 4:2    | 35:19   | 74:48 | 546:401 |
| 03. | TC Großhesselohe      | 6           | 2:4    | 30:24   | 69:50 | 546:396 |
| 04. | TTC Bad Wörishofen    | 6           | 0:6    | 0:54    | 0:108 | 0:648   |

#### Mannschaftskader
| Pos. | Name                 |
| ---- | -------------------- |
| 1    | Stanislava Hrozenská |
| 2    | Claudia Kuleszka     |
| 3    | Susi Bensch          |
| 4    | Katja Blöcker        |
| 5    | Vroni Hinterseer     |
| 6    | Angela Werschel      |
| 7    | Cora Hofmann         |
| 8    | Magdalena von Geyr   |
| 9    | Ivana Zupa           |
| 10   | Katharina Alberti    |
| 11   | Susanne Lösel        |
| 12   | Ines Buermeyer       |
| 13   | Katharina Kostadinow |
| 14   | Janiae Tiszolczy     |
| 15   | Dijedona Lipaj       |
| 16   | An Nguyen Huu        |

| Pos. | Name                |
| ---- | ------------------- |
| 1    | Melanie Hafner      |
| 2    | Rita Dora Vukov     |
| 3    | Andrea Hermansen    |
| 4    | Stefanie Alfery     |
| 5    | Maja Zivec          |
| 6    | Jenny Zachrisson    |
| 7    | Jasmin Halbauer     |
| 8    | Kristina Steiert    |
| 9    | Stephanie Kindlmann |
| 10   | Jessica Stein       |
| 11   | Larissa Becka       |
| 12   | Claudia Argirov     |
| 13   | Ivona Matulik       |
| 14   |                     |
| 15   |                     |
| 16   |                     |

| Pos. | Name               |
| ---- | ------------------ |
| 1    | Irina Delitz       |
| 2    | Zita Horanyi       |
| 3    | Nikola Fraňková    |
| 4    | Franziska Götz     |
| 5    | Jana Macurová      |
| 6    | Petra Raclavská    |
| 7    | Nina Bulatova      |
| 8    | Katharina Heil     |
| 9    | Kathrin Genning    |
| 10   | Andrea Marquard    |
| 11   | Miriam Bley        |
| 12   | Christine Mucha    |
| 13   | Caroline Croissant |
| 14   | Natalie Grösch     |
| 15   |                    |
| 16   |                    |

| Pos. | Name                   |
| ---- | ---------------------- |
| 1    | Zuzana Ondrášková      |
| 2    | Paula Garcia           |
| 3    | Mara Santangelo        |
| 4    | Kathrin Wörle-Scheller |
| 5    | Valentina Sassi        |
| 6    | Gabriela Navrátilová   |
| 7    | Karin Knapp            |
| 8    | Caroline Dhenin        |
| 9    | Erika Pineider         |
| 10   | Sylvia Plischke        |
| 11   | Annabella Weigert      |
| 12   | Patricia Markova       |
| 13   | Katharina Bräutigam    |
| 14   | Stefanie Hauptig       |
| 15   | Julia Bräutigam        |
| 16   | Iris Fedchenheuer      |

#### Ergebnisse
| Datum/Uhrzeit    | Heimmannschaft        | Gastmannschaft        | Matches | Sätze | Spiele |
| ---------------- | --------------------- | --------------------- | ------- | ----- | ------ |
| So. 08.05. 11:00 | TC Weiß-Blau Würzburg | MTTC Iphitos München  | 4:5     | 9:13  | 75:110 |
| So. 08.05. 11:00 | TC Großhesselohe      | TTC Bad Wörishofen    | 9:0     | 18:0  | 108:0  |
| Sa. 14.05. 12:00 | TC Weiß-Blau Würzburg | TTC Bad Wörishofen    | 9:0     | 18:0  | 108:0  |
| Sa. 14.05. 12:00 | MTTC Iphitos München  | TC Großhesselohe      | 5:4     | 10:8  | 82:69  |
| Mo. 16.05. 11:00 | TC Großhesselohe      | TC Weiß-Blau Würzburg | 4:5     | 12:11 | 107:95 |
| Mo. 16.05. 11:00 | TTC Bad Wörishofen    | MTTC Iphitos München  | 0:9     | 0:18  | 0:108  |

| Datum/Uhrzeit    | Heimmannschaft        | Gastmannschaft        | Matches | Sätze | Spiele |
| ---------------- | --------------------- | --------------------- | ------- | ----- | ------ |
| So. 22.05. 11:00 | TTC Bad Wörishofen    | TC Weiß-Blau Würzburg | 0:9     | 0:18  | 0:108  |
| So. 22.05. 11:00 | TC Großhesselohe      | MTTC Iphitos München  | 2:7     | 6:14  | 78:106 |
| So. 05.06. 11:00 | TC Weiß-Blau Würzburg | TC Großhesselohe      | 7:2     | 15:7  | 113:76 |
| So. 05.06. 11:00 | MTTC Iphitos München  | TTC Bad Wörishofen    | 9:0     | 18:0  | 108:0  |
| So. 12.06. 11:00 | MTTC Iphitos München  | TC Weiß-Blau Würzburg | 8:1     | 16:3  | 108:47 |
| So. 12.06. 11:00 | TTC Bad Wörishofen    | TC Großhesselohe      | 0:9     | 0:18  | 0:108  |

Anmerkung: Da der TTC Bad Wörishofen zu keinem Spiel antrat, wurden die Begegnungen als w.o.-Siege für den Gegner gewertet.